# Sanaa imperialis
Sanaa imperialis är en insektsart som först beskrevs av White, A. 1846.  Sanaa imperialis ingår i släktet Sanaa och familjen vårtbitare. Inga underarter finns listade i Catalogue of Life.

## Bildgalleri

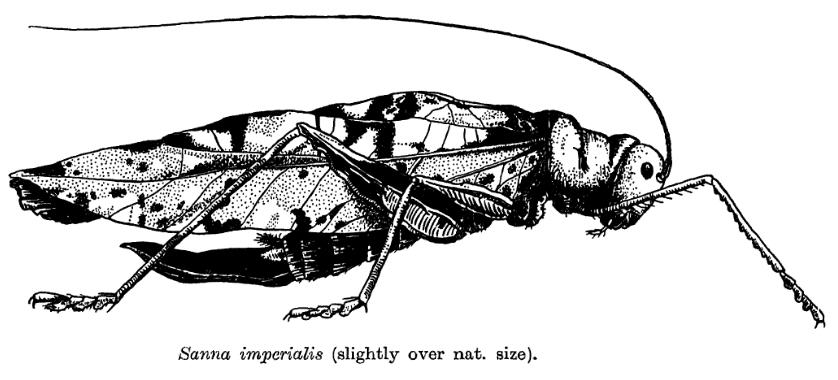